# 盐源彝族自治县
盐源彝族自治县，四川省旧县名。
在四川省西南部。1963年改盐源县置，治所在盐井公社（今四川盐源县盐井镇）。1978年划入凉山彝族自治州管辖后，复改盐源县。